# Rhantus monteithi
Rhantus monteithi là một loài bọ cánh cứng trong họ Bọ nước. Loài này được Balke, Wewalka, Alarie & Ribera miêu tả khoa học năm 2007.